# A Fábrica (curta-metragem)
A Fábrica é um curta-metragem brasileiro produzido em 2011. No gênero drama, o filme, produzido em 35 milimetros, é escrito e dirigido por Aly Muritiba.
Produzido pela Grafo Audiovisual, o curta teve o apoio da  RPC TV (afiliada da Rede Globo no Paraná) para a exibição em um canal aberto de televisão (no quadro “Casos e Causos” do programa Revista RPC) e a estreia do filme ocorreu em 20 de julho de 2011 na Cinemateca de Curitiba. A principal locação do filme foi no prédio histórico do antigo Presídio do Ahú, em Curitiba.

## Indicações e prêmios
Inscrito no Festival de Cinema de Brasília - edição 2011, o filme foi selecionado (entre 440 trabalhos) para a final da categoria "Mostra Competitiva de Filmes de Curta Metragem" que ocorreu em setembro de 2011, revelando-se um dos destaques deste festival ao receber os seguintes prêmios: Melhor Roteiro, Melhor Atriz (para Eloína Duvoisin) e Melhor Filme do Júri Popular.
O curta também foi premiado como melhor filme de ficção no Festival da Coréia do Sul (o mais importante do gênero na Asia), além de ser selecionado para o Festival de Clermont Ferrand (o mais importante festival internacional na categoria curta-metragem). Ao todo, foram 30 prêmios que a produção recebeu em vários festivais que concorreu.

## Sinopse
O filme retrata o dia-a-dia de um presidiário (Metruti) e a intenção de convencer a sua própria mãe (Lindalva) a burlar a segurança local para lhe trazer um aparelho de celular. 

## Elenco e equipe técnica
- Andrew Knoll
- Arnaldo Silveira
- Eloina Ferreira Duvoisin
- Louise Forghieri
- Ludmila Nascarela
- Marcel Szymanski
- Moa Leal
- Otavio Linhares
- Roteiro: Aly Muritiba
- Direção: Aly Muritiba
- Produção Executiva: Antonio Junior, Marisa Merlo
- Direção de Fotografia: André Chesini
- Direção de Arte: Alex Rocca, Ana Deliberador
- Figurino: Alex Rocca, Ana Deliberador
- Montagem: Rudolfo Auffinger
- Som Direto: Alexandre Rogoski
- Desenho de Som: Alexandre Rogoski
- Direção de Produção: Antonio Junior, Marisa Merlo